# Sant Andreu de Gargallà
Sant Andreu de Gargallà és una església d'origen romànic amb posteriors modificacions situada al mig del nucli de Gargallà, al municipi de Montmajor, al Berguedà. És un temple de culte catòlic inventariat a l'Inventari del Patrimoni Arquitectònic de Catalunya amb el número IPAC-3494. Està en bon estat de conservació i no està protegit.

## Ubicació
L'església de Sant Andreu de Gargallà està situada al mig del nucli de Gargallà, a prop de la carretera B-420 entre Montmajor i Cardona.

## Estil i descripció

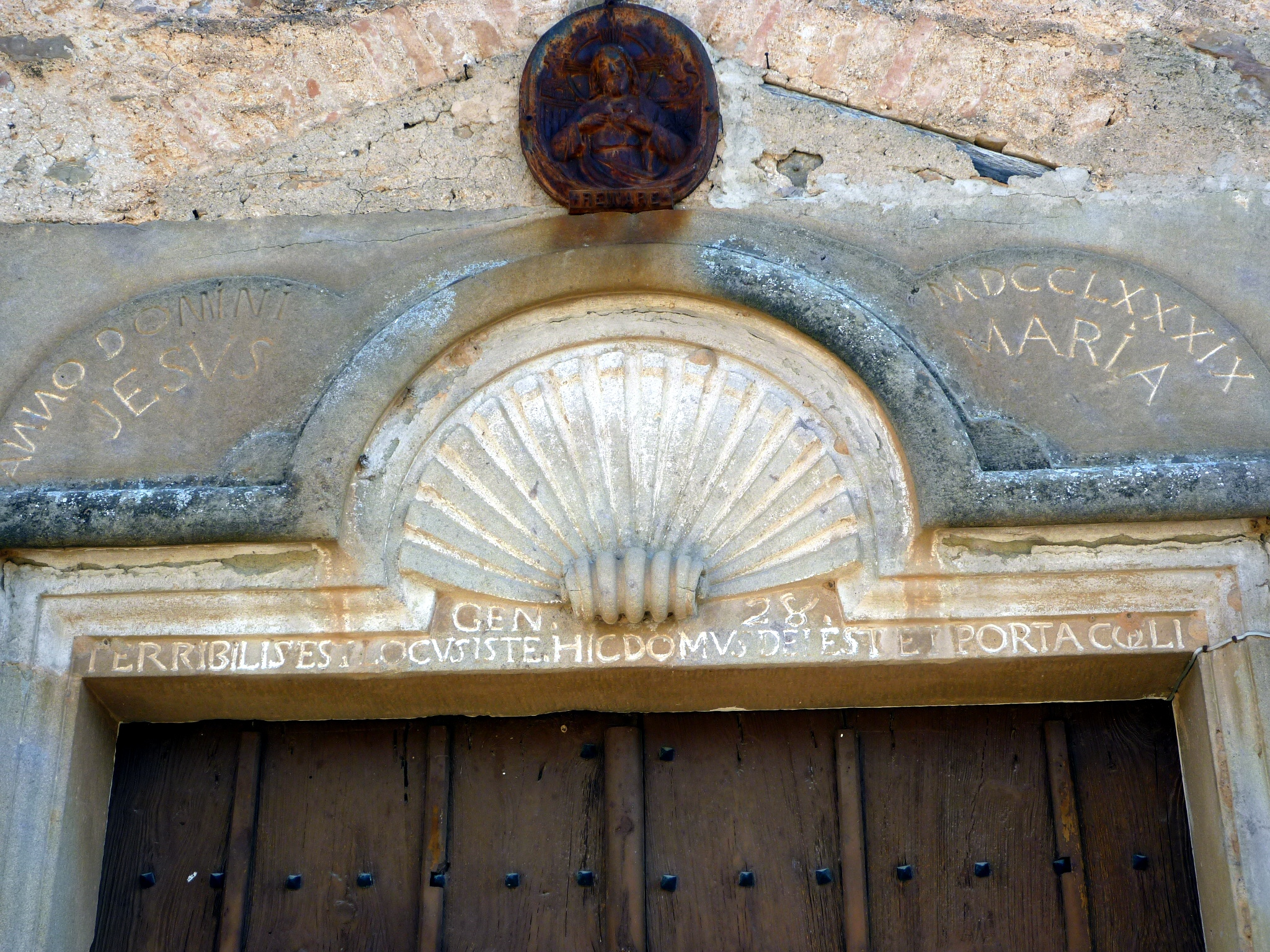
Llinda del portal

L'església de Sant Andreu de Gargallà era originàriament d'estil romànic però ha estat modificada al llarg del temps. Té una única nau orientat a migdia i una coberta de doble vessant. A la dreta de la façana hi ha el campanar de planta quadrada que és part de l'edifici des que es va ampliar la casa rectoral que també en forma part. A la banda occidental es va ampliar l'edifici per a construir-hi dependències eclesiàstiques. La façana és simple: té un òcul al centre de la part superior i una porta allindanada. A la part superior de la porta hi ha una motllura senzilla que està formada per un arc de mig punt que aixopluga una petxina que té tres llegendes epigràfiques: "ANNO DOMINI MDCCLXXXIX. JESUS. MARIA."; i el passatge del Gènesi: "GEN.28. TERRIBILIS EST LOCUS ISTE HIC DOMUS DEI EST ET PORTA COELI" i "ANNO DOMINI MDCCLXXXIX. JESUS. MARIA".
Entre la rectoria i l'església hi ha, camuflat per les construccions més modernes, un recinte petit que podria ser l'absis d'un temple molt antic que segurament era preromànic. A la banda occidental del temple hi ha un arc triomfal de mig punt que en l'actualitat està tapat construït amb carreus ben treballats que es tanquen a la part inferior amb la forma d'un arc de ferradura poc pronunciat. Al cantó oriental hi ha les restes que només es veuen des de l'interior de l'església, d'un finestral que va ser tallat per obrir-hi una porta moderna i que està format per lloses en forma d'un petit arc de mig punt que tendeix a configurar un arc de ferradura. Fa poc temps s'hi ha eliminat la porta i reconstruït la finestra perquè es veiés des de fora. Al costat esquerre de la façana hi ha una creu de pedró.
El 1988 es va netejar i restaurar la petita nau preromànica i es van enderrocar els murs que impedien la comunicació amb la nau de l'església i que tapava l'arc triomfal, es va eliminar la porta que tallava la finestra, que es va recuperar i es va netejar tot el recinte.
L'edifici actual és d'estil barroc del segle xviii, concretament de l'any 1789. Concretament és d'un estil de transició entre el barroc i el neoclàssic.

## Història
Des del segle ix, Sant Andreu de Gargallà depenia del monestir de Santa Maria de Ripoll. Gargallà fou un dels punts de l'avançada repobladora que feu Guifré el Pilós juntament amb Sorba, Serrateix, Casserres i Puig-Reig. Aquest monestir va rebre Gargallà, Sorba i Obiols, però es va despreocupar del primer. El 982 apareix Gargallà (Gargalaz) com a propietat de Ripoll. Aquestes possessions es confirmen a la butlla de 1011. El 1003 el comte Oliba va cedir a Ripoll l'església de Gargallà, els seus delmes i primícies i l'església de Sant Sadurní de Fígols. Durant la visita al debanat de la Vall de Lord el 1312 es va confirmar que Sant Andreu era parroquial.

## Esglésies sufragànies
Les següents esglésies són sufragànies de Sant Andreu de Gargallà:
- Santa Magdalena de Fígols
- Santa Maria del Sunyer d'Aguilar
- Sant Martí de Pegueroles (Navès, Solsonès)
- Sant Miquel de Vilandeny (Navès, Solsonès)